# Конанъер
Конанъе́р (мар. Конанъер, также встречаются варианты Конан-Ер, Конандер; офиц. Конан-Ер) — озеро в Волжском районе Марий Эл, Россия. Находится на территории национального парка «Марий Чодра».

## Характеристика
Озеро расположено в подножии Кленовой Горы, в левобережье среднего течения реки Илеть. Рядом с озером проходил Старый Казанский (Галицкий) тракт. Недалеко от озера располагаются карстовая воронка Шортньо-Куп и дуб Пугачёва.
Озеро карстовое, в прошлом — меромиктическое. Длина — 600 м, ширина — 100—120 м, максимальная глубина — 22 м, площадь — 6,6 га (1976).

## Этимология
Одни источники переводят название как «Ведьмино озеро». Другая версия основывается на словах мар. кон — щёлок + суффикс «ан» + мар. ер — озеро.